# سنوري
سنوري، (بالإنجليزية: Sennori)‏، (سردينيا: Sènnaru) هي بلدية في مقاطعة ساساري في منطقة سردينيا الإيطالية، وتقع على بعد حوالي 180 كم (110 ميل) شمال كالياري وحوالي 7 كيلومترات (4 ميل) شمال شرق ساساري. في 31 ديسمبر 2004، كان عدد سكانها 7298 وتبلغ مساحتها 31.4 كيلومتر مربع (12.1 ميل مربع).

## السكان
في سنة 1861 بلغ عدد السكان 2٬118 نسمة، وتطور العدد ليصل في سنة 2011 لـ 7٬375 نسمة.
يظهر هذا المخطط البياني تطور النمو السكاني لـ سنوري